# Stockholmer Programm
Das Stockholmer Programm ist ein Programm mit Richtlinien für eine gemeinsame Innen- und Sicherheitspolitik der Mitgliedstaaten der Europäischen Union für die Jahre 2010 bis 2014.

## Inhalte
Das Fünfjahresprogramm enthält die Richtlinien einer gemeinsamen Politik zum Schutz der Grundrechte in der Europäischen Union, dem Schutz des Privatlebens, dem Schutz von Minderheiten und besonders schutzbedürftigen Personengruppen sowie zur Unionsbürgerschaft.
In dem Programm wird auch eine neue europäische Sicherheitsarchitektur durch den Ausbau der polizeilichen, militärischen und geheimdienstlichen Zusammenarbeit und neuer Maßnahmen im Bereich des Datenaustauschs und der Überwachung des Internets ausformuliert.
Es behandelt so verschiedene Bereiche wie innere- und öffentliche Sicherheit, Migration (Europäischer Pakt zu Einwanderung und Asyl), die Bekämpfung der organisierten Kriminalität mit den Schwerpunkten Kinderpornographie, Computerkriminalität, Menschenhandel, Wirtschafts- und Finanzkriminalität sowie Drogenhandel und Terrorismusbekämpfung, aber auch des Familienrechts, des Zivilrechts, des Erbrechts und anderes. Dazu gehören zum Beispiel auch die Bereitstellung eines Beistandes für Verbrechensopfer oder gemeinsame Mindeststandards für Beschuldigte in Strafverfahren, die Einführung von Videokonferenztechnologien in grenzüberschreitenden Verfahren für die Beweisaufnahme und die Schaffung eines zentralen elektronischen Justizportals.
Vorgesehen sind ein Ausbau der Kapazitäten von Europol und Eurojust sowie die Schaffung einer Interoperabilität von Polizei-Datenbanken, ein zentrales Bevölkerungsregister, grenzüberschreitende Onlinedurchsuchungen, mehr Kontrolle des Internet, eine bessere Satellitenüberwachung, eine Risikoanalyse mittels Software, gemeinsame Abschiebeflugzeuge und -flüge, neue Flüchtlingslager in Drittstaaten, der Einsatz des Militärs zur Migrationsabwehr, polizeiliche Interventionen auch außerhalb der EU, der Ausbau der Europäischen Gendarmerietruppe und eine verstärkte Zusammenarbeit der In- und Auslandsgeheimdienste etc.

## Geschichte
Das Stockholmer Programm ist das Nachfolgeprogramm des Haager Programms. Es wurde von der schwedischen EU-Ratspräsidentschaft auf ihrem informellen Treffen am 15. bis 17. Juli 2009 vorbereitet und nach dem Ort seiner Veröffentlichung (Stockholm) benannt. Nach der Beschlussfassung durch den Rat für Justiz und Inneres am 1. Dezember wurde es dem Europäischen Rat am 10. und 11. Dezember 2009 zur endgültigen Abstimmung durch die Staats- und Regierungschefs auf ihrem Gipfel in Brüssel vorgelegt.

## Nachfolgeprogramm
Nachfolger des Stockholm-Programms ist das Post-Stockholm-Programm (PSP), das die bisherigen Schwerpunkte weiterführen soll. Zusätzlich soll es in Anpassung an die weltpolitische Lage auch eine Antwort auf das Problem der Foreign Fighters – Menschen aus Europa, die aufseiten der syrischen Rebellen an Kämpfen teilnehmen – geben. Das PSP soll zudem stärker auf der Solidarität beim Umgang mit Flüchtlingsströmen aus Kriegsgebieten aufbauen.